# Graham Ward (Wirtschaftsprüfer)
Graham Ward, CBE (* 9. Mai 1952) ist ein britischer Wirtschaftsprüfer.

## Leben
Ward besuchte das Dulwich College in London. Danach studierte er Chemie am Jesus College der University of Oxford und war Fellow am Institute of Chartered Accountants in England and Wales.
Er war von 2000 bis 2001 Präsident des Institute of Chartered Accountants in England and Wales und Chairman des Consultative Committee of Accountancy Bodies. Von 2001 bis 2004 war er Chairman der British Energy Association. Er war dann von 2004 bis 2006 Präsident der International Federation of Accountants (IFAC). Bis 2010 war er zudem Partner bei PricewaterhouseCoopers.
Er ist Vizepräsident des UK India Business Council. Seit 2008 ist er stellvertretender Vorsitzender des World Energy Council und Mitglied des Executive Council der Parliamentary Group for Energy Studies. Er ist Governor des Dulwich College und des Goodenough College sowie Finanzberater der St Paul’s Cathedral in London.